# 孫忱
孫忱（1409年—？），字誠之，浙江慈人，民籍，明朝政治人物，同進士出身。

## 生平
浙江鄉試第四名。景泰五年（1454年）甲戌科會試第一百二十二名，殿試登第三甲第九十四名同進士。

## 家庭
曾祖父孫理五、祖父孫尹臧、父亲孫服膺。